# Green Island (Antigua en Barbuda)
Green Island is een onbewoond privé-eiland dat tot Antigua en Barbuda behoort. Het bevindt 350 meter van de kust van Conk Point in het oosten van het eiland Antigua. Het eiland ligt in de Caribische Zee en maakt deel uit van de Kleine Antillen.

## Overzicht
Green Island is een onbewoond eiland dat sinds 1947 privé-eigendom is van de Mill Reef Club. Er zijn aanlegplaatsen rondom het eiland, maar het eiland is alleen toegankelijk voor leden van de club. Het is een ongerept eiland dat nooit gekoloniseerd is geweest. Het bestaat uit kalkstenen klippen en is begroeid met dicht struikgewas.
Sinds 2005 is de zee rond Green Island beschermd als onderdeel van de Northeast Marine Management Area. Er gelden beperkingen voor het gebruik van de zee, maar duiken en snorkelen in de koraalriffen bij Green Island is toegestaan. In 2007 werd Green Island en de naburige eilanden aangewezen als Important Bird Area vanwege de vele trek- en zeevogels op de eilanden.

## Endemische diersoorten
Great Bird Island was de laatste locatie waar de endemische slang Alsophis antiguae voorkwam. In 1995 waren er nog 51 exemplaren over die werden bedreigd door de ratten op het eiland. Een groep vrijwilligers had de ratten van het eiland verwijderd, en in 1997 was het aantal exemplaren toegenomen tot 114.
In 2001 werd Alsophis antiguae uitgezet in Green Island nadat het eiland rattenvrij was gemaakt. In 2006 waren de ratten erin geslaagd terug te keren naar Green Island, maar werden snel uitgeroeid. In 2016 waren er ruim 1.100 exemplaren van Alsophis antiguae verdeeld over vier eilanden. De endemische hagedis Pholidoscelis griswoldi bevindt zich ook op het eiland.
Antigua · Barbuda · Great Bird Island · Green Island · Guiana Island · Long Island · Redonda